# Квіна
Кві́на (норв. Kvina) — річка в Норвегії.
Знаходиться в фюльке Вест-Агдер. Довжина річки 151 км. Площа басейну становить 1 445 км². Впадає в Північне море. Частина води з річки Квіна використовується для вироблення електроенергії і скидається в річки Сіра і Сірдал, що призвело до падіння водного потоку з 81 м³/с до 32 м³/с.

## Каскад ГЕС
На річці наявні наступні ГЕС: ГЕС Роскрепп, ГЕС Квінен, ГЕС Solhom, ГЕС Тонстад (також використовує ресурс річки Сіра).